# Luke Fischer
 (août 2023).
Luke Fischer, né le 29 octobre 1994 à Milwaukee, Wisconsin, est un joueur américano-arménien de basket-ball évoluant au poste de pivot.

## Biographie

### Carrière universitaire
Entre 2013 et 2014, il joue pour les Hoosiers de l'Indiana à l'université de l'Indiana à Bloomington.
Entre 2014 et 2017, il joue pour les Golden Eagles de Marquette à l'université Marquette.

### Carrière professionnelle

#### Herbalife Gran Canaria (2017-2019)
Le 22 juin 2017, automatiquement éligible à la draft NBA 2017, il n'est pas sélectionné.
Le 9 juillet 2017, il signe son premier contrat professionnel en Espagne à l'Herbalife Gran Canaria.

#### s.Oliver Wurtzbourg (2019-2020)
Le 18 août 2019, il part en Allemagne où il signe avec s.Oliver Wurtzbourg .

#### Orléans Loiret Basket (2020-2021)
Le 16 juillet 2020, il part en France où il signe avec l'Orléans Loiret Basket.

#### Nanterre 92 (2021-2022)
Le 18 juillet 2021, il reste en France et signe avec Nanterre 92.

#### SLUC Nancy (2022)
Le 25 juillet 2022, il reste en France et signe avec le SLUC Nancy qui est promu en première division.

## Statistiques
Gras = ses meilleures performances

### Universitaires
| Saison    | Équipe    | Matchs | Titul. | Min./m | % Tir | % 3pts | % LF | Rbds/m. | Pass/m. | Int/m. | Ctr/m. | Pts/m. |
| --------- | --------- | ------ | ------ | ------ | ----- | ------ | ---- | ------- | ------- | ------ | ------ | ------ |
| 2013-2014 | Indiana   | 13     | 0      | 10,0   | 55,6  | 0,0    | 77,8 | 2,08    | 0,31    | 0,08   | 0,85   | 2,85   |
| 2014-2015 | Marquette | 24     | 19     | 29,3   | 60,9  | 0,0    | 58,2 | 4,79    | 0,92    | 0,54   | 2,21   | 11,04  |
| 2015-2016 | Marquette | 33     | 33     | 28,2   | 60,8  | 0,0    | 68,0 | 6,15    | 0,97    | 0,42   | 1,42   | 12,09  |
| 2016-2017 | Marquette | 32     | 25     | 24,0   | 64,7  | 0,0    | 58,8 | 5,91    | 1,19    | 0,59   | 1,66   | 10,94  |
| Carrière  | Carrière  | 102    | 77     | 24,8   | 61,9  | 0,0    | 62,9 | 5,24    | 0,94    | 0,46   | 1,61   | 10,30  |

## Palmarès
- First-team Parade All-American (2013)
- Wisconsin Mr. Basketball (2013)